# Эге, Юлие
Юлие Эге (норв. Julie Ege jʉːliə ˈeːɡə; 12 ноября 1943 — 29 апреля 2008) — норвежская актриса и модель.

## Биография
Юлие родилась 12 ноября 1943 года в городе Саннес в Норвегии. С юных лет она стала работать моделью и в 1962 году была претенденткой на звание «Мисс Норвегия» и «Мисс Вселенная». В 1967 году Юлие переехала в Великобританию, где занялась изучением английского языка в специализированной школе.
Её дебют в кино состоялся в 1967 году в норвежском фильме «Stompa til Sjos!». Позже она также снималась в небольших ролях в таких фильмах как «На секретной службе Её Величества», где сыграла скандинавскую девушку, «Смертные грехи великолепной семерки», «Безумие» и других.
Юлие дважды была замужем и родила двух дочерей. В первый раз — за норвежским офицером, а второй — за английским дантистом.
После завершения актёрской карьеры она жила в Осло, где работала медсестрой в одной из клиник.
Юлие умерла от рака груди 29 апреля 2008 года.

## Избранная фильмография
- Последний флекснес (1974)
- Безумие (1974) — Хелена
- Легенда о семи золотых вампирах (1974) — Ванесса Бурен
- Создатель уродов (1974) — Хеди
- Смертные грехи великолепной семерки (1971) — Ингрид
- На секретной службе Её Величества (1969) — Скандинавская девушка